# Omosi Mama Corona
Omosi Mama Corona est une corona, formation géologique en forme de couronne, située sur la planète Vénus par 64,5° N et 306° E. Elle est localisée dans le quadrangle de Lakshmi Planum. Elle a été nommée en référence à Omosi Mama, déesse de l'accouchement Mandchou.

## Géographie et géologie
Omosi Mama Corona couvre une surface circulaire d'environ 480 km de diamètre. Cette formation fait partie des 59 coronae de plus de 400 km de diamètre sur la surface de Vénus.